# Vialas
Vialas [vjalas] est une commune française située dans le sud-est du département de la Lozère, en région Occitanie.
Exposée à un climat méditerranéen, elle est drainée par le Luech, le Rieutort, l'Homol, la Vérié, le ruisseau de Gourdouse et par divers autres petits cours d'eau. Incluse dans les Cévennes, la commune possède un patrimoine naturel remarquable : quatre sites Natura 2000 (le « mont Lozère », les « vallées du Tarn, du Tarnon et de la Mimente », les « hautes vallées de la Cèze et du Luech » et « les Cévennes ») et cinq zones naturelles d'intérêt écologique, faunistique et floristique.
Vialas est une commune rurale qui compte 447 habitants en 2022, après avoir connu un pic de population de 2 448 habitants en 1866. Ses habitants sont appelés les Vialassiens et Vialassiennes.

## Géographie

### Localisation

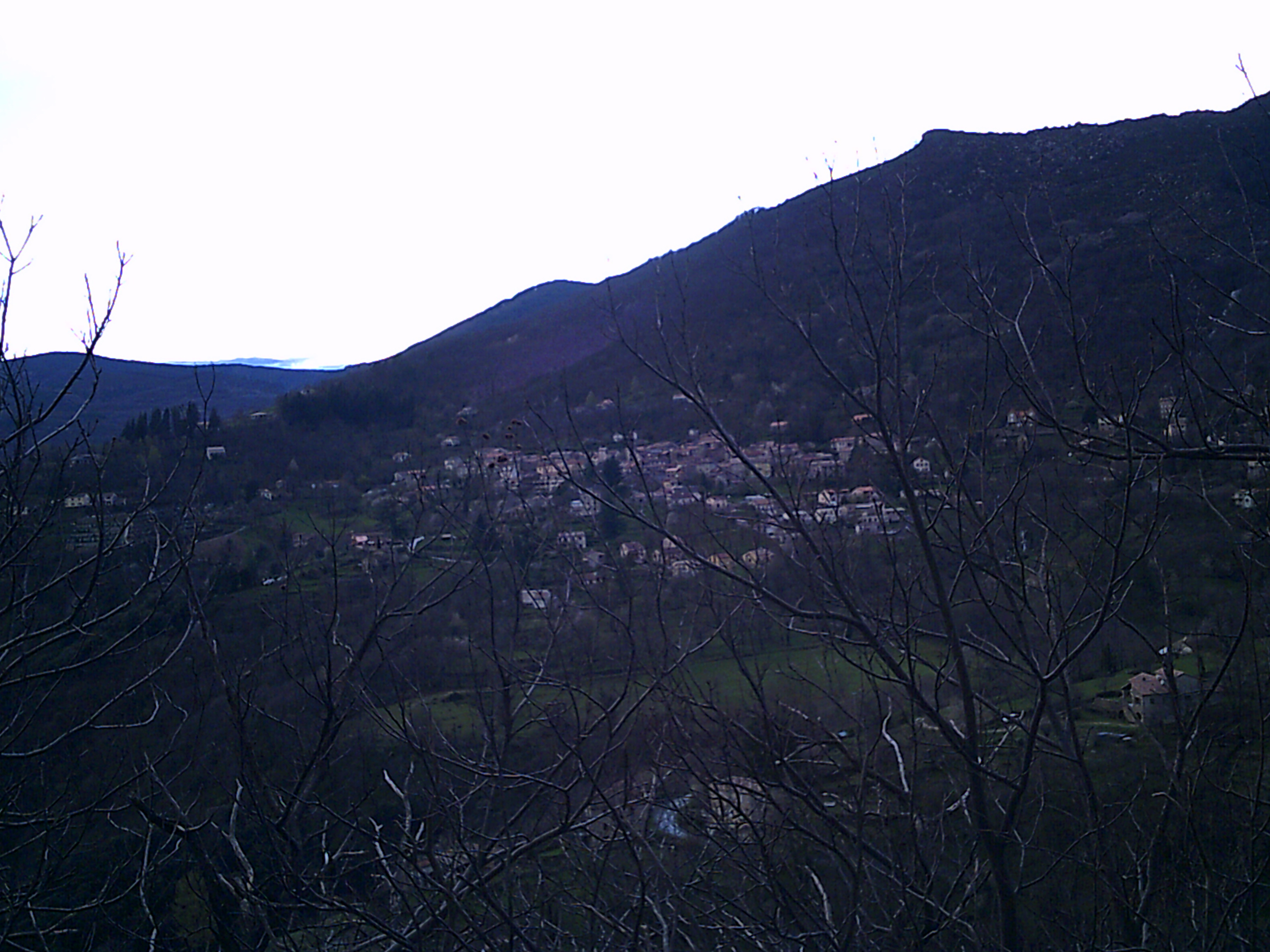
Vue de Vialas.

La commune est située dans le sud-est du département de la Lozère et est limitrophe du Gard.

### Communes limitrophes
Les communes limitrophes sont  Chamborigaud, Concoules, Génolhac, Pont de Montvert - Sud Mont Lozère et Ventalon en Cévennes.
|                                    |                      | Concoules (Gard)    |
| Pont de Montvert - Sud Mont Lozère | Vialas               | Génolhac (Gard)     |
|                                    | Ventalon en Cévennes | Chamborigaud (Gard) |

### Climat
Pour des articles plus généraux, voir Climat de l'Occitanie et Climat de la Lozère.
En 2010, le climat de la commune est de type climat méditerranéen franc, selon une étude s'appuyant sur une série de données couvrant la période 1971-2000. En 2020, Météo-France publie une typologie des climats de la France métropolitaine dans laquelle la commune est exposée à un climat de montagne ou de marges de montagne et est dans une zone de transition entre les régions climatiques « Provence, Languedoc-Roussillon » et « Sud-est du Massif Central ».
Pour la période 1971-2000, la température annuelle moyenne est de 11,3 °C, avec une amplitude thermique annuelle de 16,8 °C. Le cumul annuel moyen de précipitations est de 2 118 mm, avec 9,6 jours de précipitations en janvier et 5,2 jours en juillet. Pour la période 1991-2020, la température moyenne annuelle observée sur la station météorologique la plus proche, située sur la commune du Collet-de-Dèze à 10 km à vol d'oiseau, est de 12,9 °C et le cumul annuel moyen de précipitations est de 1 612,2 mm,. Pour l'avenir, les paramètres climatiques de la commune estimés pour 2050 selon différents scénarios d'émission de gaz à effet de serre sont consultables sur un site dédié publié par Météo-France en novembre 2022.

### Milieux naturels et biodiversité

#### Espaces protégés
La protection réglementaire est le mode d’intervention le plus fort pour préserver des espaces naturels remarquables et leur biodiversité associée,.
Dans ce cadre, la commune fait partie de la zone cœur du Parc national des Cévennes. Ce  parc national, créé en 1967, est un territoire de moyenne montagne formé de cinq entités géographiques : le massif de l'Aigoual, le causse Méjean avec les gorges du Tarn et de la Jonte, le mont Lozère, les vallées cévenoles ainsi que le piémont cévenol.
Les Cévennes sont également un territoire reconnu réserve de biosphère par l'UNESCO en 1985 pour la mosaïque de milieux naturels qui la composent et qui abritent une biodiversité exceptionnelle, avec 2 400 espèces animales, 2 300 espèces de plantes à fleurs et de fougères, auxquelles s’ajoutent d’innombrables mousses, lichens, champignons,.

#### Réseau Natura 2000

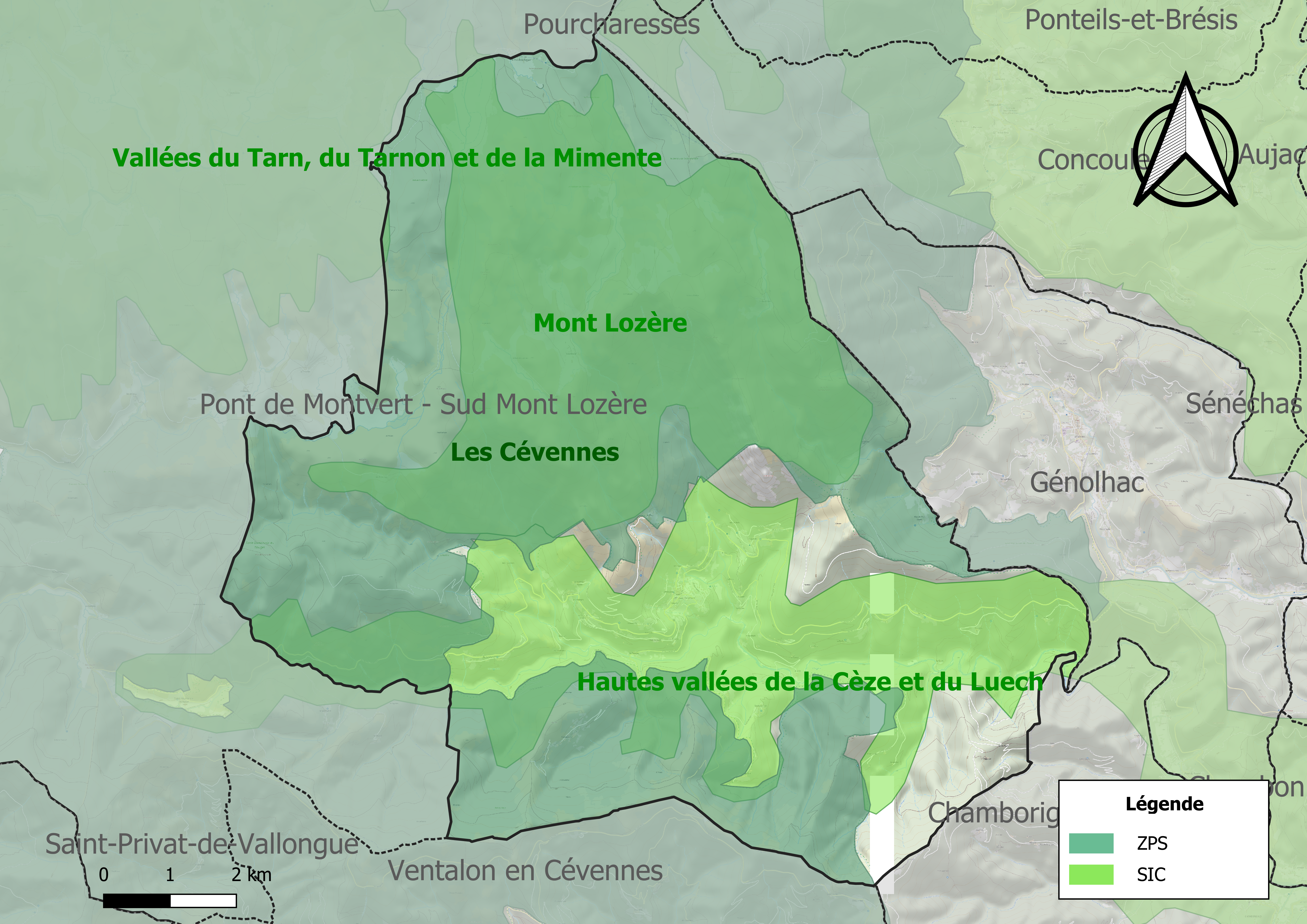
Sites Natura 2000 sur le territoire communal.

Le réseau Natura 2000 est un réseau écologique européen de sites naturels d'intérêt écologique élaboré à partir des directives habitats et oiseaux, constitué de zones spéciales de conservation (ZSC) et de zones de protection spéciale (ZPS).
Trois sites Natura 2000 ont été définis sur la commune au titre de la directive habitats :
- le « mont Lozère », d'une superficie de 11 687 ha, la plus grande zone continue de pelouses pseudo-alpines du sud du Massif central[15] ;
- les « vallées du Tarn, du Tarnon et de la Mimente », d'une superficie de 10 493 ha, des habitats pour deux mammifères : la Loutre (Lutra lutra) et le castor[16] ;
- les « hautes vallées de la Cèze et du Luech », d'une superficie de 12 680 ha, correspondant à la partie amont du bassin versant de la Cèze. Elles présentent un patrimoine naturel remarquable, avec quatre espèces piscicoles : l'écrevisse à pattes blanches, le castor, la loutre et le barbeau méridional et cinq habitats d'intérêt communautaire d'origine[17]

et un au titre de la directive oiseaux : 
- « les Cévennes », d'une superficie de 92 044 ha, correspondant précisément à la zone centrale du parc national des Cévennes et rassemblant plusieurs ensembles distincts. La diversité des milieux et des paysages permet le maintien d'une avifaune riche et diversifiée : au total, 135 espèces d'oiseaux, dont 22 inscrites à l'annexe 1 de la directive 79-409-CEE, recensées dans la zone centrale du parc, dont une vingtaine d'espèces de rapaces diurnes et sept nocturnes[18].

#### Zones naturelles d'intérêt écologique, faunistique et floristique
L’inventaire des zones naturelles d'intérêt écologique, faunistique et floristique (ZNIEFF) a pour objectif de réaliser une couverture des zones les plus intéressantes sur le plan écologique, essentiellement dans la perspective d’améliorer la connaissance du patrimoine naturel national et de fournir aux différents décideurs un outil d’aide à la prise en compte de l’environnement dans l’aménagement du territoire.
Trois ZNIEFF de type 1 sont recensées sur la commune :
- le « bois de Saint-Maurice-de-Ventalon » (433 ha), couvrant 3 communes du département[20] ;
- la « forêt Domaniale de l'Homol » (133 ha), couvrant 2 communes dont une dans le Gard et une dans la Lozère[21] ;
- les « tourbières de Sénégrière » (78 ha), couvrant 2 communes du département[22] ;

et deux ZNIEFF de type 2, : 
- le « massif du Mont Lozère » (40 064 ha), couvrant 22 communes dont trois dans le Gard et 19 dans la Lozère[23] ;
- la « montagne du Bougès » (13 110 ha), couvrant 13 communes dont une dans le Gard et 12 dans la Lozère[24].

Cartes des ZNIEFF de type 1 et 2 à Vialas.
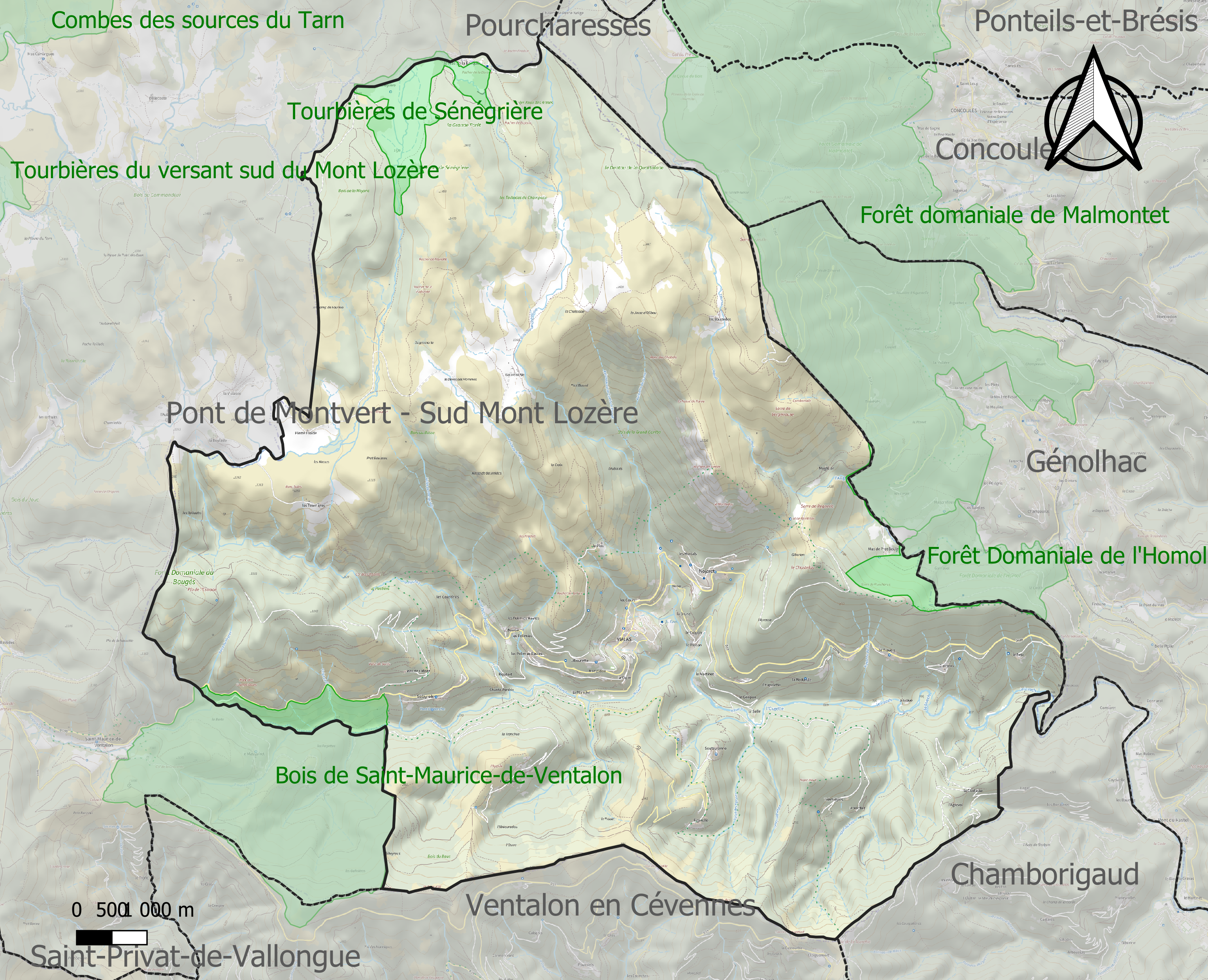
Carte des ZNIEFF de type 1 sur la commune.
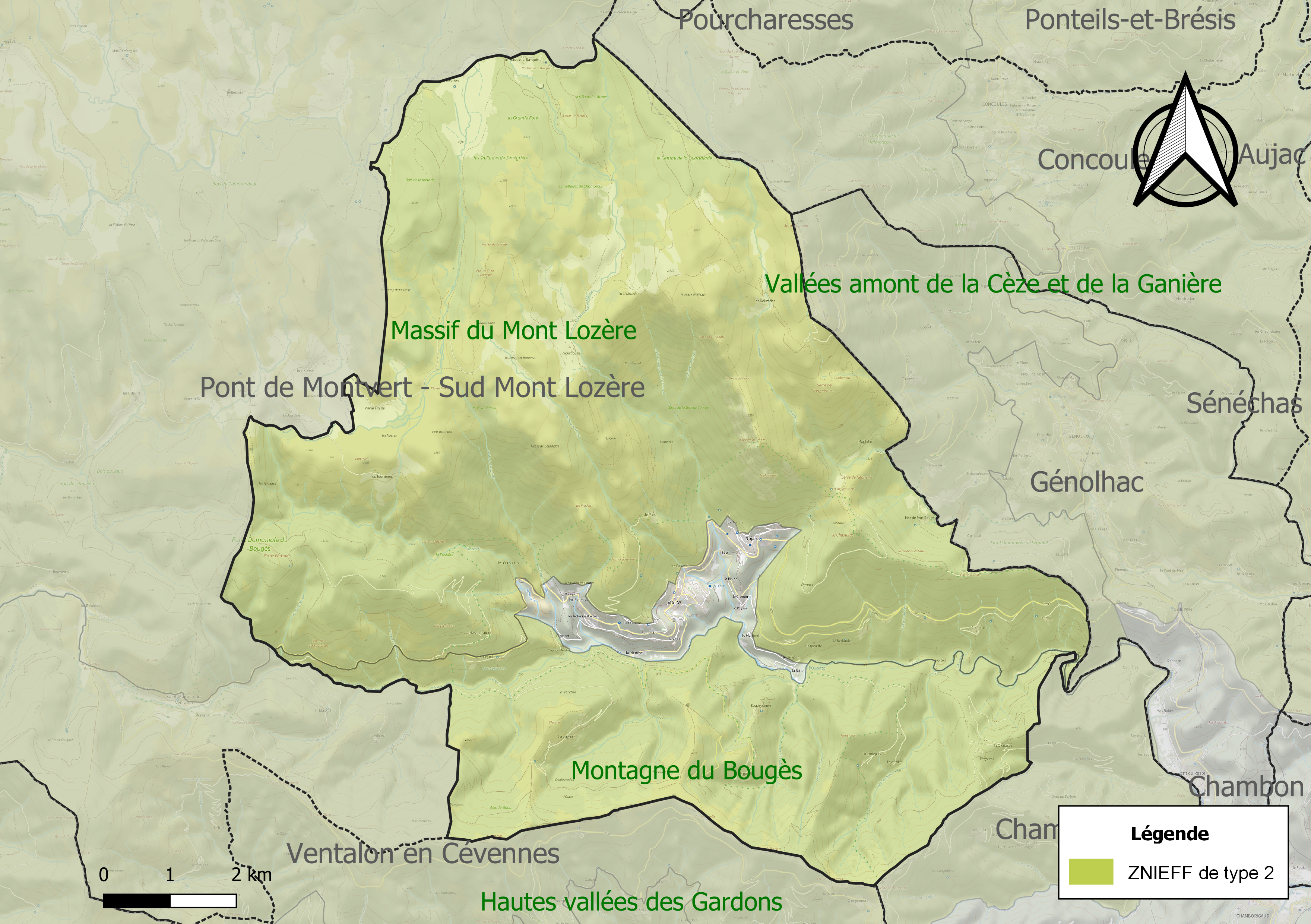
Carte des ZNIEFF de type 2 sur la commune.

## Urbanisme

### Typologie
Au 1er janvier 2024, Vialas est catégorisée commune rurale à habitat dispersé, selon la nouvelle grille communale de densité à sept niveaux définie par l'Insee en 2022.
Elle est située hors unité urbaine et hors attraction des villes,.

### Occupation des sols
L'occupation des sols de la commune, telle qu'elle ressort de la base de données européenne d’occupation biophysique des sols Corine Land Cover (CLC), est marquée par l'importance des forêts et milieux semi-naturels (96,1 % en 2018), en diminution par rapport à 1990 (98,4 %). La répartition détaillée en 2018 est la suivante : 
forêts (54,3 %), milieux à végétation arbustive et/ou herbacée (40 %), zones agricoles hétérogènes (2,1 %), espaces ouverts, sans ou avec peu de végétation (1,8 %), zones urbanisées (1 %), prairies (0,7 %). L'évolution de l’occupation des sols de la commune et de ses infrastructures peut être observée sur les différentes représentations cartographiques du territoire : la carte de Cassini (XVIIIe siècle), la carte d'état-major (1820-1866) et les cartes ou photos aériennes de l'IGN pour la période actuelle (1950 à aujourd'hui).

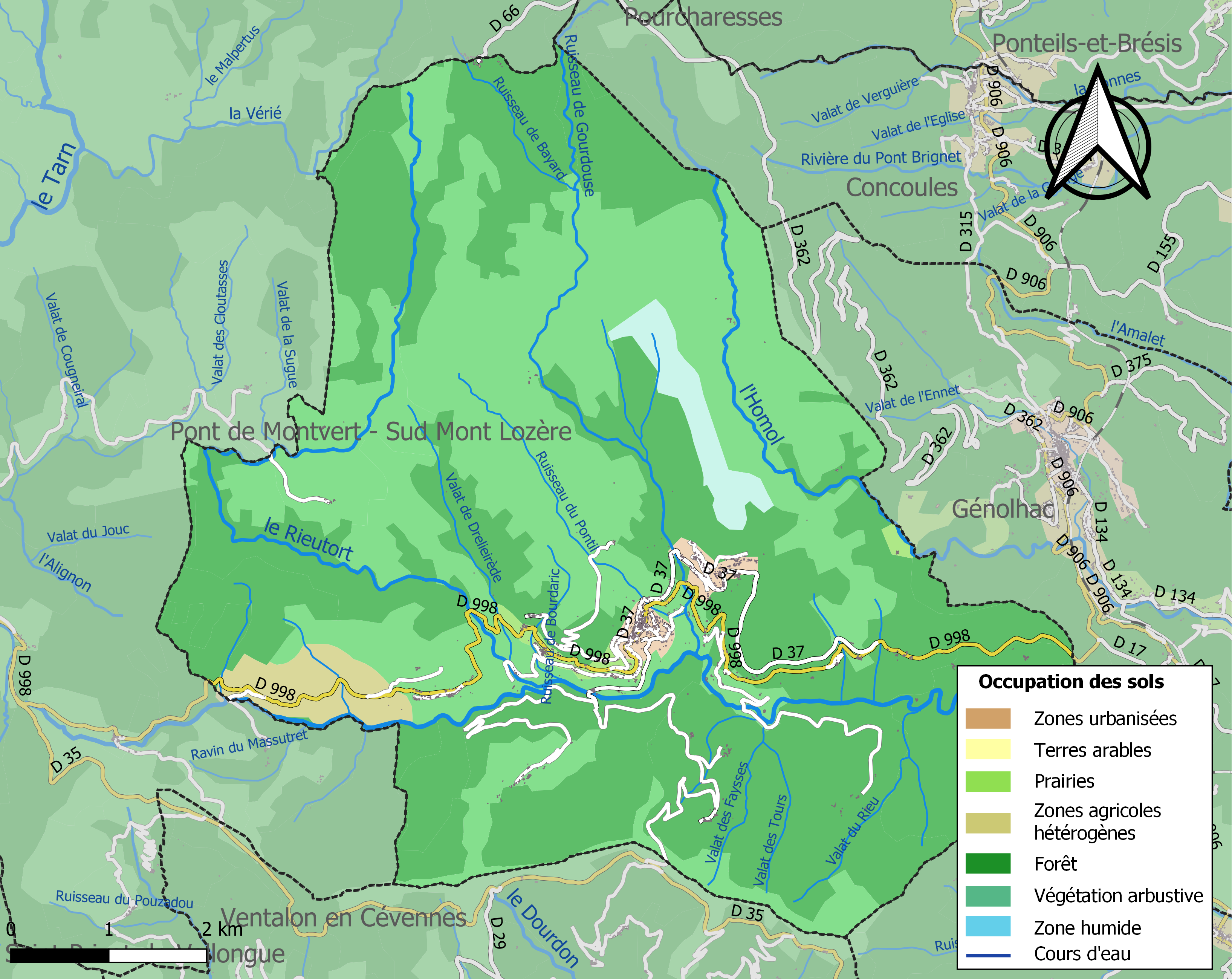
Carte des infrastructures et de l'occupation des sols de la commune en 2018 (CLC).

### Risques majeurs
Le territoire de la commune de Vialas est vulnérable à différents aléas naturels : météorologiques (tempête, orage, neige, grand froid, canicule ou sécheresse), inondations, feux de forêts, mouvements de terrains et séisme (sismicité faible). Il est également exposé à un risque particulier : le risque de radon. Un site publié par le BRGM permet d'évaluer simplement et rapidement les risques d'un bien localisé soit par son adresse soit par le numéro de sa parcelle.

#### Risques naturels
Certaines parties du territoire communal sont susceptibles d’être affectées par le risque d’inondation par débordement de cours d'eau, notamment le Luech, l'Homol et le Rieutort. La commune a été reconnue en état de catastrophe naturelle au titre des dommages causés par les inondations et coulées de boue survenues en 1982, 1992, 1994, 2008, 2014, 2015, 2016 et 2020,.
Vialas est exposée au risque de feu de forêt. Un plan départemental de protection des forêts contre les incendies (PDPFCI) a été approuvé en décembre 2014 pour la période 2014-2023. Les mesures individuelles de prévention contre les incendies sont précisées par divers arrêtés préfectoraux et s’appliquent dans les zones exposées aux incendies de forêt et à moins de 200 mètres de celles-ci. L’arrêté du 23 mars 2018, complété par un arrêté de 2020, réglemente l'emploi du feu en interdisant notamment d’apporter du feu, de fumer et de jeter des mégots de cigarette dans les espaces sensibles et sur les voies qui les traversent sous peine de sanctions. L'arrêté du 23 août 2021, abrogeant un arrêté de 2002, rend le débroussaillement obligatoire, incombant au propriétaire ou ayant droit,,.

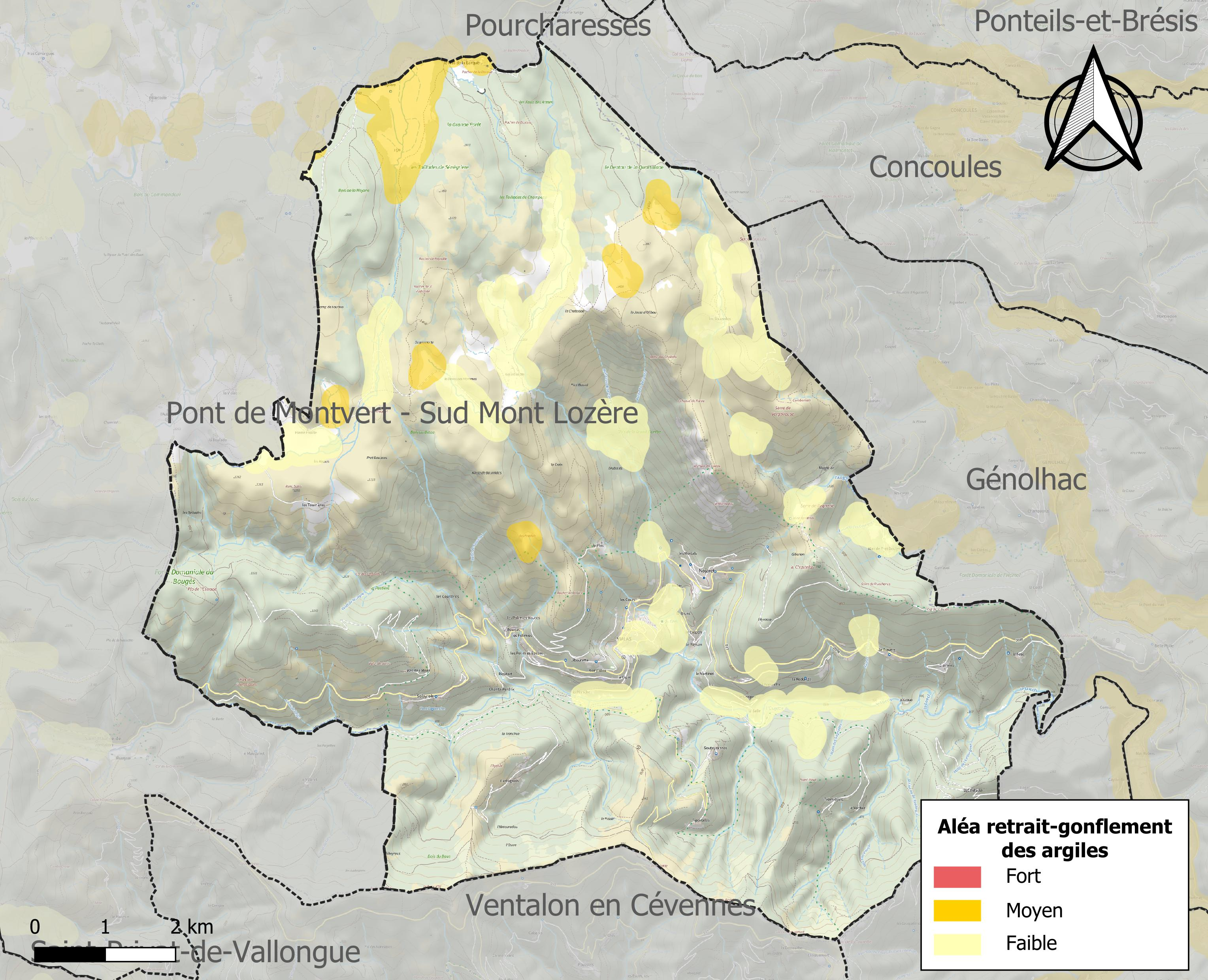
Carte des zones d'aléa retrait-gonflement des sols argileux de Vialas.

Les mouvements de terrains susceptibles de se produire sur la commune sont des éboulements, chutes de pierres et de blocs et des glissements de terrain.
Le retrait-gonflement des sols argileux est susceptible d'engendrer des dommages importants aux bâtiments en cas d’alternance de périodes de sécheresse et de pluie. 3,2 % de la superficie communale est en aléa moyen ou fort (15,8 % au niveau départemental et 48,5 % au niveau national). Sur les 581 bâtiments dénombrés sur la commune en 2019,  aucun n'est en aléa moyen ou fort, à comparer aux 14 % au niveau départemental et 54 % au niveau national. Une cartographie de l'exposition du territoire national au retrait gonflement des sols argileux est disponible sur le site du BRGM,.
Par ailleurs, afin de mieux appréhender le risque d’affaissement de terrain, l'inventaire national des cavités souterraines permet de localiser celles situées sur la commune.

#### Risque particulier
Dans plusieurs parties du territoire national, le radon, accumulé dans certains logements ou autres locaux, peut constituer une source significative d’exposition de la population aux rayonnements ionisants. Certaines communes du département sont concernées par le risque radon à un niveau plus ou moins élevé. Selon la classification de 2018, la commune de Vialas est classée en zone 3, à savoir zone à potentiel radon significatif.

## Histoire
Elle rejoint la communauté de communes des Hautes Cévennes — qui a son siège à Génolhac — le 1er janvier 2013.
Elle rejoint la communauté de communes des Cévennes au Mont Lozère le 1er janvier 2016.

## Politique et administration
| Période   | Période   | Identité       | Étiquette | Qualité                                |
| --------- | --------- | -------------- | --------- | -------------------------------------- |
| mars 1977 | mars 1983 | Robert Cunibil |           | Compagnon de la libération             |
| mars 1983 | mars 2001 | André Platon   | DVG       | Conseiller général (1992-2004)         |
| mars 2001 | mars 2014 | Bernard Vignes | DVG       |                                        |
| mars 2014 | en cours  | Michel Reydon  | DVG       | Président de la Communauté de communes |

## Population et société

### Démographie
L'évolution du nombre d'habitants est connue à travers les recensements de la population effectués dans la commune depuis 1793. Pour les communes de moins de 10 000 habitants, une enquête de recensement portant sur toute la population est réalisée tous les cinq ans, les populations de référence des années intermédiaires étant quant à elles estimées par interpolation ou extrapolation. Pour la commune, le premier recensement exhaustif entrant dans le cadre du nouveau dispositif a été réalisé en 2006.

En 2022, la commune comptait 447 habitants, en évolution de +3 % par rapport à 2016 (Lozère : +0,11 %, France hors Mayotte : +2,11 %).
| 1793  | 1800  | 1806  | 1821  | 1831  | 1836  | 1841  | 1846  | 1851  |
| ----- | ----- | ----- | ----- | ----- | ----- | ----- | ----- | ----- |
| 1 550 | 1 709 | 1 790 | 2 051 | 2 041 | 2 130 | 2 126 | 1 990 | 2 005 |

| 1856  | 1861  | 1866  | 1872  | 1876  | 1881  | 1886  | 1891  | 1896  |
| ----- | ----- | ----- | ----- | ----- | ----- | ----- | ----- | ----- |
| 1 980 | 2 299 | 2 448 | 2 310 | 2 152 | 2 096 | 2 002 | 1 720 | 1 463 |

| 1901  | 1906  | 1911  | 1921 | 1926 | 1931 | 1936 | 1946 | 1954 |
| ----- | ----- | ----- | ---- | ---- | ---- | ---- | ---- | ---- |
| 1 359 | 1 285 | 1 179 | 890  | 848  | 796  | 809  | 617  | 507  |

| 1962 | 1968 | 1975 | 1982 | 1990 | 1999 | 2006 | 2011 | 2016 |
| ---- | ---- | ---- | ---- | ---- | ---- | ---- | ---- | ---- |
| 478  | 352  | 304  | 356  | 384  | 425  | 423  | 435  | 434  |

| 2021 | 2022 | - | - | - | - | - | - | - |
| ---- | ---- | - | - | - | - | - | - | - |
| 438  | 447  | - | - | - | - | - | - | - |

## Économie

### Revenus
En 2018, la commune compte 197 ménages fiscaux, regroupant 368 personnes. La médiane du revenu disponible par unité de consommation est de 18 870 € (20 420 € dans le département).

### Emploi
|                | 2008  | 2013  | 2018   |
| -------------- | ----- | ----- | ------ |
| Commune        | 9 %   | 9,4 % | 10,6 % |
| Département    | 5 %   | 6,4 % | 7,1 %  |
| France entière | 8,3 % | 10 %  | 10 %   |

En 2018, la population âgée de 15 à 64 ans s'élève à 233 personnes, parmi lesquelles on compte 66,4 % d'actifs (55,7 % ayant un emploi et 10,6 % de chômeurs) et 33,6 % d'inactifs,. Depuis 2008, le taux de chômage communal (au sens du recensement) des 15-64 ans est supérieur à celui de la France et du département.
La commune est hors attraction des villes,. Elle compte 153 emplois en 2018, contre 138 en 2013 et 130 en 2008. Le nombre d'actifs ayant un emploi résidant dans la commune est de 136, soit un indicateur de concentration d'emploi de 112,6 % et un taux d'activité parmi les 15 ans ou plus de 41,6 %.
Sur ces 136 actifs de 15 ans ou plus ayant un emploi, 85 travaillent dans la commune, soit 63 % des habitants. Pour se rendre au travail, 65 % des habitants utilisent un véhicule personnel ou de fonction à quatre roues, 0,7 % les transports en commun, 24 % s'y rendent en deux-roues, à vélo ou à pied et 10,2 % n'ont pas besoin de transport (travail au domicile).

## Culture locale et patrimoine

### Lieux et monuments

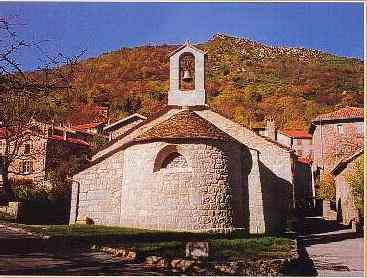
Le temple en 2012.

- Station de ski de fond et de tourisme vert du Mas de la Barque, accès par la RD 66.
- Église Notre-Dame de Vialas.
- Le temple de l’Église protestante unie de France de Vialas, bâti en 1612, est l'un des plus vieux temples de France. Alors que l'église de la paroisse était à Castagnols, il est édifié au lieu-dit Vialas qui devient avec le temps le centre de l'agglomération[40]. Il est assuré qu'en 1636 le temple, dont la construction est achevée depuis plus de 20 ans, sert au culte ainsi qu'aux principales  assemblées de la communauté telle que l'élaboration du compoix (ancêtre du cadastre). Aux environs de 1640, c'est le point central de 19 lieux habités et 280 propriétaires. Après la révocation de l'édit de Nantes en 1685 et la conversion forcée de toute la population au catholicisme, il est confisqué par l'évêque d'Uzès pour devenir la nouvelle église de la paroisse, celle de Castagnols étant ruinée. Le bâtiment est profondément transformé pour lui donner un aspect d'église par ajout de voûtes, de chapelles, d'un chœur  ainsi que d'un clocher. En 1789, 90 % de la population est protestante, le bâtiment redevient temple en 1804 après la Révolution française. De style roman, il est harmonieux dans toutes ses formes, ses matériaux et son dépouillement ornemental. Il est bâti en granit, sol compris. Sa toiture est en lauze, il mesure 21 m de long et 12 m de large ; la hauteur jusqu'au clocher est de 11 mètres. Il possède un chevet circulaire, dont des vitraux datés de 1960 signés Robert Pillods (1908-1990) constituent l'ornementation. Le mobilier est ancien : la chaire est datée de 1817 certains bancs datent de 1878. On trouve au fond du temple un orgue construit entre 1974 et 1978.
- Prieuré de Gourdouze, donné par Guillaume de Peyre, évêque de Mende en 1156. Les religieux en seront chassés en 1433 par Rodrigue de Villandrando. Celui-ci quitte les lieux et en 1435, le prieuré devient la propriété  des chanoines du prieuré Saint-Nicolas de Campagnac[41].
- Les sites miniers : l'exploitation minière semble de toute antiquité sur la commune mais a connu un développement particulièrement remarquable de ses filons de plomb argentifère, d'abord à la fin du XVIIIe siècle (exploitation de la mine de la Picardière), puis au XIXe siècle, avec l'exploitation méthodique de 1827 à 1894 de mines du plomb argentifère, qui justifia notamment la construction d'une usine à fonderie[42].  En 1847, un quart de la production française d’argent provenait du site de Vialas.

### Personnalités liées à la commune
- François Rochette (1736-1762), né à Vialas, dernier pasteur français exécuté sous l'Ancien-Régime. Il est pendu à Toulouse, le 19 février 1762.
- Franck Arnal (1898-1985), né à Vialas, homme politique, socialiste (secrétaire d’État, député, maire de Toulon), inhumé au cimetière de Vialas.
- Élie Castan (1870-1941), homme politique et maire de Nîmes.
- Robert Cunibil (1915-1999), aviateur, Compagnon de la Libération, maire de la commune, il y est inhumé.
- Renaud (né en 1952), chanteur, passe à Vialas de nombreux étés en famille dès les années 1960, d’abord dans le petit hameau de Polimiès situé sur la commune. Puis il y revient régulièrement (notamment chez Chantoiseau). Dans son autobiographie, il explique que les bonbons évoqués dans Mistral gagnant sont ceux qu’il chapardait chez Madame Fabrègue, l’épicière, où il se rendait à vélo pour acheter son Spirou.

### Héraldique
|  | Le blasonnement est : d'azur, à trois flambeaux d'or allumés de gueules, posés en pal |